# Liste des itchégués du Siège de Takla Haïmanot
Liste des itchégués du Siège de Takla Haïmanot, dignitaires de l'Église éthiopienne orthodoxe (supérieurs de tous les monastères, également chefs de l'administration ecclésiastique)
- Takla Haïmanot (1284-1313)
- Elias de Wolamo (1313-1314)
- Flipos (1314-1348)
- Hizkia
- Tewodros
- Yohannis
- Yohannis Kama
- Indrias
- Merha Kristos (1462-1497)
- Petros (1497-1524)
- Enbaqom (1524-1527)
- Yacob
- Matias
- Yohannis
- Yohannis
- Betre-Wongel
- Abraham
- Zewngel D. Tsigue
- Zemikael
- Betre-Ghiorghis de Tchalma
- Zekristos de Shemi
- Yemane Berhan de Tigre
- Zekristos de Dankala
- Hiriakos de Mahdere-Mariam
- Kale Awadi de Bethlehem
- Tsega Kristos de Bethlehem
- Yohannis de Angar
- Sefani-Kristos
- Zemikael de Tenbien
- Agnatios de Tenbien
- Wolde-Hawariat
- Tewolde-Medhin de Azezo
- Meteko de Azezo
- Zemikael (prêtre Atse)
- Zewolde-Mariam de Moghina
- Tekle-Haimanot de Tigre
- Abu Lidis de Mahdere Mariam
- Estaewos de Sikay
- Henok de Bethlehem
- Esayas d'Azezo
- Tesfa-Ghiorghis ode Wudo
- Wolde-Yesus de Gonder
- Wolde-Hona
- Ark-Yohannis de Sega
- Filipos de Dibaba-Mariam
- Gabre-Selassie ode Gorfo
- Wolde-Mariam de Wukro
- Mahsente-Mikael de Jejja
- Gabre-Mariam de Gonj
- Gabre-Selassie de Kuwalha
- Wolde-Mariam de Waldiba
- Wolde-Tinsae de Gashola
- Gebre-Yesus de Nabega
- Tewoflos de Keriana Amba
- Gebre-Selassie de Hamassen
- Wolde-Ghiorghis de Beghaemdir
- Gebre-Menfeskidus de Dera
- Gabre-Ghiorghis de Medashowa (plus tard Abuna Basilios, 1er patriarche)
- Abouna Tewoflos (2d patriarche)
- Abouna Takla Haïmanot (3e patriarche)
- Abouna Markoreos (4e patriarche)
- Abouna Paulos (5e patriarche)
- Abune Mathias (6e patriarche)